# تپه دیزلین
تپه دیزلین مربوط به هزاره ۱- دوره ساسانیان - دوران‌های تاریخی پس از اسلام است و در هشجین، جنوب شهر واقع شده و این اثر در تاریخ ۱۰ خرداد ۱۳۸۲ با شمارهٔ ثبت ۸۸۸۴ به‌عنوان یکی از آثار ملی ایران به ثبت رسیده است.